# Винберг, Георгий Георгиевич
Гео́ргий Гео́ргиевич Ви́нберг (31 мая 1905, Санкт-Петербург — 23 июня 1987, Ленинград) — советский гидробиолог, член-корреспондент АН СССР, президент Всесоюзного гидробиологического общества.

## Биография
Родился в семье цензора иностранных газет и журналов при Главном управлении почт и телеграфов Георгия Фёдоровича Винберга, шведа по национальности, мать — Марта Генриховна Капп.
Окончил биологический факультет 2-го Московского государственного университета, поступил в аспирантуру Института зоологии при МГУ.
Занимался исследования под руководством С. Н. Скадовского, Э. С. Бауэра. Был одним из авторов первого советского учебника по общей биологии для вузов.
С 1934 по 1940 год руководил лабораторией лимнологической станции в посёлке Косино Московской области.
С 1944 по 1946 — был старшим научным сотрудником биостанции «Борок», после чего работал заведующим кафедрой зоологии беспозвоночных Белорусского государственного университета (С 1946 по 1948 годы и с 1950 по 1967 годы кафедрой зоологии, а с 1955 года отделившейся кафедрой зоологии беспозвоночных животных), куда поступил по рекомендации академика АН СССР Л. А. Зенкевича.
С 1967 года возглавлял лабораторию экспериментальной гидробиологии в Зоологическом институте АН СССР.
В течение 15 лет (1971—1986) Винберг был президентом Всесоюзного гидробиологического общества (ВГБО). За это время были проведены три Съезда общества: в Кишинёве, Риге и Тольятти.
Племянник — математик Эрнест Георгиевич Винберг.

## Научная деятельность
Георгий Винберг заложил основы экспериментальной гидробиологии. Он внёс крупный вклад в исследования биотического баланса вещество и энергии озёр, энергетического обмена, питания и роста водных организмов, теорию функционирования водных экосистем.
Он является автором измерений фотосинтеза и дыхания методом тёмных и светлых склянок, проводил исследования по энергетическому обмену бактерий, моллюсков, рыб, содержанию хлорофилла в планктоне и органического вещества в толще пресных и морских вод. Важную роль Винберг сыграл в изучении эффективности минерального удобрения прудов, оценке значений фотосинтетической реаэрации в процессах самоочищения водоёмов.
Под руководством Винберга была выполнена советская часть Международной биологической программы по продуктивности континентальных водоемов. Была создана служба по оценке и прогнозу состояния водоемов по гидробиологическим показателям при Госкомгидромете СССР.
Винберг является автором нескольких монографий и множества статей, некоторые из монографий были переведены на английский и изданы в США.